# Baptisme
|  | Aquest article tracta sobre baptisme dels creients. Si cerqueu la recreació d'aquesta escena de la vida de Jesucrist, vegeu «baptisme de Jesús». |

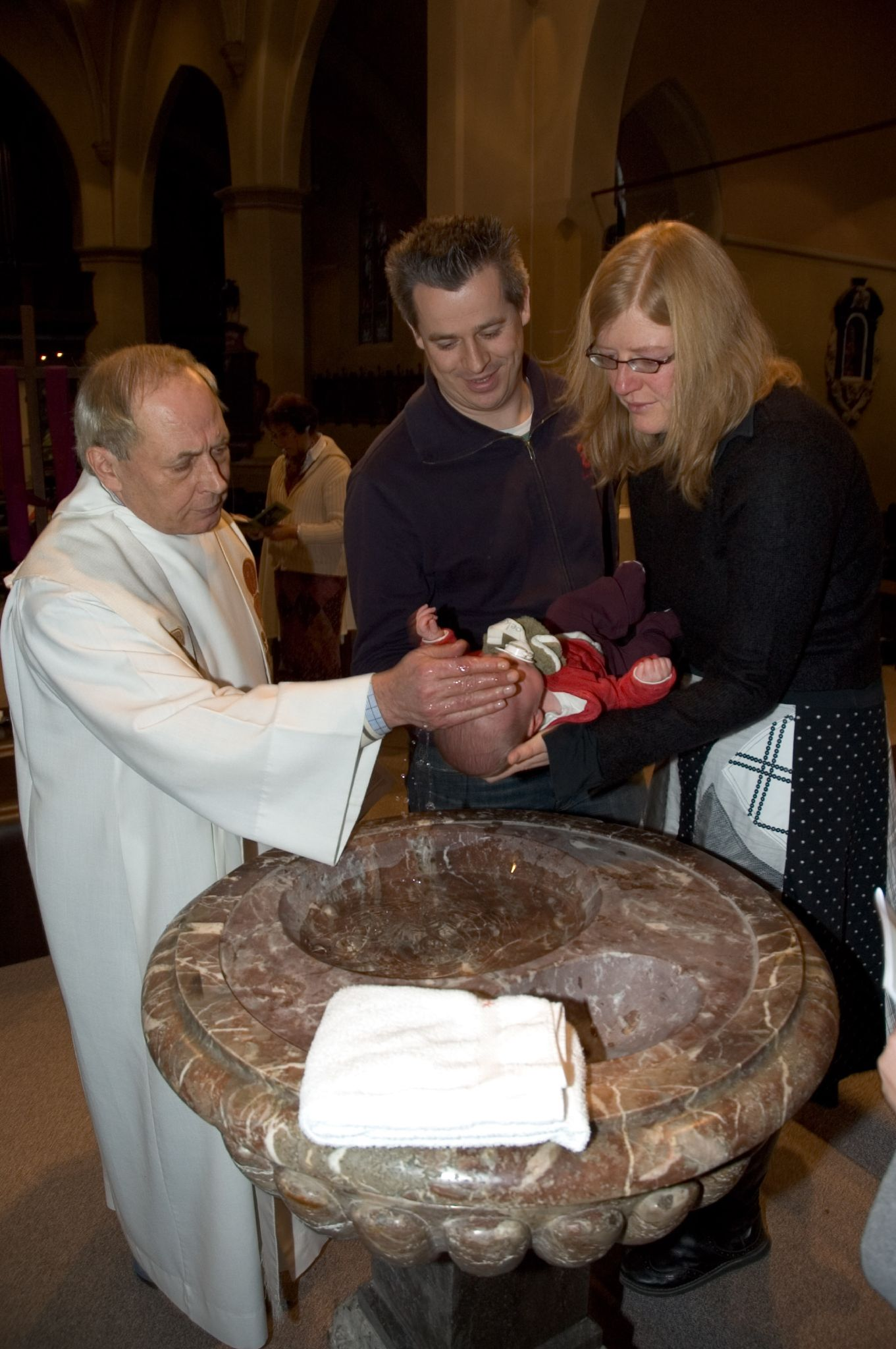
Baptisme catòlic

El baptisme, bateig, batejament (o batiament) o batiar és el primer dels sagraments del cristianisme. El seu nom significa "immersió" i es realitza per a simbolitzar l'entrada de la persona a l'Església, amb l'aigua que el renta del pecat anterior. Es va instaurar per a imitar la vida de Crist, que abans d'anar a predicar es va fer batejar per Joan Baptista.

## El baptisme catòlic
El baptisme catòlic incorpora el cristià en el cos de Crist, com a cèl·lula viva. Això, implica que neteja del pecat original i, com que forma part de Crist, es fa en ell fill de Déu.
Normalment, el baptisme es duu a terme en l'infant per dues raons. En primer lloc, per a encetar l'educació del nou cristià de bon primer. En segon lloc, i segons la doctrina de la fe cristiana, és impossible de salvar-se sense el bateig. Generalment, es considera que el més segur és de batejar el més aviat millor la persona. Tanmateix, l'Església catòlica no afirma que els cristians no puguin ser condemnats a mort.
En el moment del baptisme hi ha un padrí i una padrina, aquests són triats prèviament pels pares. Els padrins tenen la funció d'ajudar els pares a educar l'infant i seran tutors legals si calgués.
El ritual essencial consisteix a llençar aigua tres vegades consecutives sobre el cap del nen. A més a més, en el ritual ordinari del bateig, també es fa la unció de l'infant amb oli, dit crisma, hom li lliura un ciri que té com a significat la llum de la fe i es vesteix el batejat de blanc que és un símbol de la purificació de l'ànima.

## El baptisme protestant
La major part de les branques protestants creuen que el baptisme s'ha de fer quan la persona és prou adulta per a triar si vol ser cristiana o no. Substitueix així, el sagrament de la confirmació catòlica. Ultra això, algunes esglésies neguen la doctrina del pecat original, per tant no cal avançar el baptisme a la infantesa, quan el nen o nena no ha pogut pecar, ja que, per a pecar cal fer-ho conscientment.
Es pot batejar amb aigua sobre el front del nou cristià o per immersió total (sobretot entre els anabaptistes).